# La Natività: storia e leggenda
La Natività: storia e leggenda (titolo originale The Nativity: History and Legend) è un saggio di Géza Vermes pubblicato da Penguin Books nel 2006.
In esso Vermes (professore emerito di Oxford) analizza la tradizione della Natività cercando di distinguere quanto nel racconto della stessa "vi è di verosimile e quanto deriva dal desiderio dell'uomo e dall'immaginazione creativa religiosa".

## La Natività nella immaginazione cristiana e nei Vangeli
Il primo capitolo spiega che alcuni elementi della natività (per come sono raccontati e creduti dai cristiani) sono "con tutto rispetto parlando, lontani milioni di miglia dai fatti e dalla realtà".
Ad esempio, la nascita di Gesù non è da considerarsi il 25 dicembre (data adottata successivamente dalla Chiesa nel IV secolo per rimpiazzare la festa del Sole Invitto). Giuseppe, continua Vermes, in nessuna parte dei Vangeli è scritto essere un vecchio; l'idea deriva dal protovangelo apocrifo di Giacomo fratello di Gesù.
In maniera analoga, il bue e l'asino sono assenti dai Vangeli e la loro presenza è ripresa da Isaia (1,3). Infine, da nessuna parte si menzionano tre Magi (l'idea potrebbe derivare dai 3 regali citati da Matteo: oro, incenso e mirra) e, soprattutto, non è detto che siano dei re.
Vermes rimarca come la narrazione di Luca e Matteo, pur non essendo diversa nella sostanza, in molte occasioni segue cronologie differenti e offre dati completamente indipendenti. In materia di Natività, quindi, contrariamente alla pratica comune, un approccio di lettura sinottico non può essere adottato.